# Antrocephalus japonicus
Antrocephalus japonicus is een vliesvleugelig insect uit de familie bronswespen (Chalcididae). De wetenschappelijke naam is voor het eerst geldig gepubliceerd in 1936 door Masi.